# Little Thurlow
Little Thurlow – wieś w Anglii, w hrabstwie Suffolk, w dystrykcie West Suffolk. Leży 49 km na zachód od miasta Ipswich i 81 km na północny wschód od Londynu. Miejscowość liczy 230 mieszkańców.